# Lei (Italia)
Lei es una localidad italiana de la provincia de Nuoro, región de Cerdeña, con 576 habitantes.

## Evolución demográfica
| Gráfica de evolución demográfica de Lei entre 1861 y 2001 |
|                                                           |
| Fuente ISTAT - elaboración gráfica de Wikipedia           |